# 费士寅
费士寅（1160年—1230年），字戒夫，成都府（今四川省成都市）人。南宋大臣，宋宁宗时参知政事，费彦邦之子。
宋宁宗庆元六年（1200年），费士寅担任吏部侍郎。嘉泰三年（1203年）二月，费士寅加端明殿学士、签书枢密院事，十月，进参知政事。嘉泰四年，兼枢密使，十二月，设立国用司。以陈自强为使，费士寅、张岩同知国用事。开禧元年（1205年）三月，费士寅罢参知政事，以资政殿学士知兴元府（治今陕西省汉中市）。生一子费孝庆。